# Vote du traité anglo-irlandais
Après la signature du traité anglo-irlandais à Londres le 6 décembre 1921, le Dáil Éireann met au vote son approbation le 7 janvier 1922. Après des débats organisés lors de la toute fin du mois de décembre et le début du mois de janvier, le vote abouti à une approbation du traité par 64 voix pour, 57 contre et trois abstentions plus celle du Ceann Comhairle. Le principal parti du pays, le Sinn Féin se scinde en deux camps opposés à la suite du vote du Traité, qui conduit à la guerre civile irlandaise de juin 1922 à mai 1923.

## Vote
| 7 janvier 1922 Vote du traité anglo-irlandais Majorité absolue: 63/124 |       |
| #                                                                      | Votes |
| Oui                                                                    | 64    |
| Non                                                                    | 57    |
| Abstentions                                                            | 3     |

Le Ceann Comhairle Eoin MacNeill se retire du vote conformément au règlement parlementaire.
Il est décidé que les quatre députés qui ont été élus dans plusieurs circonscriptions, Michael Collins, Arthur Griffith, Éamon de Valera et Seán Milroy, ne disposeraient chacun que d'une seule voix.
Sur les 124 Teachtaí Dála qui ont le droit de vote à la suite de ces décisions, 121 prennent part au vote et trois s'abstiennent. Le résultat du vote est le suivant : 64 voix pour et 57 contre le Traité.
Trois DT habilités à voter ne l'ont pas fait : 
- Frank Drohan démissionne de son siège le 5 janvier 1922 car, alors qu'il est personnellement anti-traité, est en porte à faux avec sa section locale (pro-traité)[1].
- Laurence Ginnell est absent car en déplacement en Argentine
- Thomas Kelly (pro-traité) est malade

| Nnom                    | Circonscription                             | Vote                         | Notes                                                |
| ----------------------- | ------------------------------------------- | ---------------------------- | ---------------------------------------------------- |
| Frank Drohan            | Waterford–Tipperary East                    | Ne vote pas (démissionnaire) |                                                      |
| Laurence Ginnell        | Longford–Westmeath                          | Ne vote pas (absent)         | Meurt le 17 avril 1923                               |
| Thomas Kelly            | Dublin South                                | Ne vote pas (malade)         |                                                      |
| Robert Barton           | Kildare–Wicklow                             | Pour                         |                                                      |
| Piaras Béaslaí          | Kerry–Limerick West                         | Pour                         |                                                      |
| Ernest Blythe           | Monaghan                                    | Pour                         |                                                      |
| Patrick Brennan         | Clare                                       | Pour                         | Démissionne le 11 décembre 1922                      |
| Francis Bulfin          | Leix–Offaly                                 | Pour                         |                                                      |
| Séamus Burke            | Tipperary Mid, North and South              | Pour                         |                                                      |
| Christopher Byrne       | Kildare–Wicklow                             | Pour                         |                                                      |
| Thomas Carter           | Leitrim–Roscommon North                     | Pour                         |                                                      |
| Michael Collins         | Armagh                                      | Pour                         | Assassiné le 22 août 1922                            |
| Michael Collins         | Cork Mid, North, South, South–East and West | Pour                         | Assassiné le 22 août 1922                            |
| Richard Corish          | Wexford                                     | Pour                         |                                                      |
| Philip Cosgrave         | Dublin North-East                           | Pour                         |                                                      |
| William T. Cosgrave     | Carlow–Kilkenny                             | Pour                         |                                                      |
| James Crowley           | Kerry–Limerick West                         | Pour                         |                                                      |
| Liam de Róiste          | Cork Borough                                | Pour                         |                                                      |
| James Dolan             | Leitrim–Roscommon North                     | Pour                         |                                                      |
| Michael Derham          | Dublin County                               | Pour                         |                                                      |
| Eamonn Duggan           | Louth–Meath                                 | Pour                         |                                                      |
| Séamus Dwyer            | Dublin County                               | Pour                         |                                                      |
| Desmond FitzGerald      | Dublin County                               | Pour                         |                                                      |
| Paul Galligan           | Cavan                                       | Pour                         |                                                      |
| George Gavan Duffy      | Dublin County                               | Pour                         |                                                      |
| Arthur Griffith         | Cavan                                       | Pour                         | Meurt le 12 août 1922                                |
| Arthur Griffith         | Fermanagh and Tyrone                        | Pour                         | Meurt le 12 août 1922                                |
| Seán Hales              | Cork Mid, North, South, South–East and West | Pour                         | Assassiné le 6 décembre 1922                         |
| Michael Hayes           | National University of Ireland              | Pour                         |                                                      |
| Richard Hayes           | Limerick City–Limerick East                 | Pour                         |                                                      |
| William Hayes           | Limerick City–Limerick East                 | Pour                         |                                                      |
| Seán Hayes              | Cork Mid, North, South, South–East and West | Pour                         |                                                      |
| Patrick Hogan           | Galway                                      | Pour                         |                                                      |
| Peter Hughes            | Louth–Meath                                 | Pour                         |                                                      |
| Andrew Lavin            | Leitrim–Roscommon North                     | Pour                         |                                                      |
| Frank Lawless           | Dublin County                               | Pour                         | Meurt le 16 avril 1922                               |
| Sean Liddy              | Clare                                       | Pour                         |                                                      |
| Fionán Lynch            | Kerry–Limerick West                         | Pour                         |                                                      |
| Joseph Lynch            | Leix–Offaly                                 | Pour                         |                                                      |
| Joseph MacBride         | Mayo North and West                         | Pour                         |                                                      |
| Alexander McCabe        | Sligo–Mayo East                             | Pour                         |                                                      |
| Patrick McCartan        | Leix–Offaly                                 | Pour                         |                                                      |
| Daniel McCarthy         | Dublin South                                | Pour                         |                                                      |
| Seán Mac Eoin           | Longford–Westmeath                          | Pour                         |                                                      |
| Seán McGarry            | Dublin Mid                                  | Pour                         |                                                      |
| Joseph McGinley         | Donegal                                     | Pour                         |                                                      |
| Patrick McGoldrick      | Donegal                                     | Pour                         |                                                      |
| Joseph McGrath          | Dublin North-East                           | Pour                         |                                                      |
| Joseph McGuinness       | Longford–Westmeath                          | Pour                         | Meurt le 31 Mmai 1922                                |
| Justin McKenna          | Louth–Meath                                 | Pour                         |                                                      |
| Seán Milroy             | Cavan                                       | Pour                         |                                                      |
| Seán Milroy             | Fermanagh and Tyrone                        | Pour                         |                                                      |
| Richard Mulcahy         | Dublin North-East                           | Pour                         |                                                      |
| James Murphy            | Louth–Meath                                 | Pour                         |                                                      |
| George Nicolls          | Galway                                      | Pour                         |                                                      |
| Thomas O'Donnell        | Sligo–Mayo East                             | Pour                         |                                                      |
| Eoin O'Duffy            | Monaghan                                    | Pour                         | Démissionne de son siège au Dáil le 11 décembre 1922 |
| Kevin O'Higgins         | Leix–Offaly                                 | Pour                         |                                                      |
| Patrick O'Keeffe        | Cork Mid, North, South, South–East and West | Pour                         |                                                      |
| Pádraic Ó Máille        | Galway                                      | Pour                         |                                                      |
| Daniel O'Rourke         | Mayo South–Roscommon South                  | Pour,.                       |                                                      |
| Gearóid O'Sullivan      | Carlow–Kilkenny                             | Pour                         |                                                      |
| Lorcan Robbins          | Longford–Westmeath                          | Pour                         |                                                      |
| William Sears           | Mayo South–Roscommon South                  | Pour                         |                                                      |
| Michael Staines         | Dublin North-East                           | Pour                         |                                                      |
| Joseph Sweeney          | Donegal                                     | Pour                         |                                                      |
| James J. Walsh          | Cork Borough                                | Pour                         |                                                      |
| Peter J. Ward           | Donegal                                     | Pour                         |                                                      |
| Joseph Whelehan         | Galway                                      | Pour                         |                                                      |
| Vincent White           | Waterford–Tipperary East                    | Pour                         |                                                      |
| Edward Aylward          | Carlow–Kilkenny                             | Contre                       |                                                      |
| Harry Boland            | Mayo South–Roscommon South                  | Contre                       | Meurt le 2 août 1922                                 |
| Cathal Brugha           | Waterford–Tipperary East                    | Contre                       | Meurt le 7 juillet 1922                              |
| Patrick Cahill          | Kerry–Limerick West                         | Contre                       |                                                      |
| Frank Carty             | Sligo–Mayo East                             | Contre                       | A pris son siège au Dáil le 12 août 1927             |
| Robert Erskine Childers | Kildare–Wicklow                             | Contre                       | Meurt le 24 novembre 1922                            |
| Kathleen Clarke         | Dublin Mid                                  | Contre                       | A pris son siège au Dáil le 12 août 1927             |
| Michael Colivet         | Limerick City–Limerick East                 | Contre                       |                                                      |
| Con Collins             | Kerry–Limerick West                         | Contre                       |                                                      |
| Daniel Corkery          | Cork Mid, North, South, South–East and West | Contre                       | A pris son siège au Dáil le 12 août 1927             |
| John Crowley            | Mayo North and West                         | Contre                       |                                                      |
| Bryan Cusack            | Galway                                      | Contre                       |                                                      |
| Eamon Dee               | Waterford–Tipperary East                    | Contre                       |                                                      |
| Éamon de Valera         | Clare                                       | Contre                       | A pris son siège au Dáil le 12 août 1927             |
| Éamon de Valera         | Down                                        | Contre                       | A pris son siège au Dáil le 12 août 1927             |
| Thomas Derrig           | Mayo North and West                         | Contre                       | A pris son siège au Dáil le 12 août 1927             |
| James Devins            | Sligo–Mayo East                             | Contre                       | Meurt le 20 Sseptembre 1922                          |
| Séamus Doyle            | Wexford                                     | Contre                       |                                                      |
| Ada English             | National University of Ireland              | Contre                       |                                                      |
| Seán Etchingham         | Wexford                                     | Contre                       | Meurt le 23 avril 1923                               |
| Frank Fahy              | Galway                                      | Contre                       | Prend son siège au Dáil le 12 août 1927              |
| Francis Ferran          | Sligo–Mayo East                             | Contre                       | Meurt le 10 juin 1923                                |
| Séamus Fitzgerald       | Cork East and North–East                    | Contre                       |                                                      |
| Thomas Hunter           | Cork East and North–East                    | Contre                       |                                                      |
| David Kent              | Cork East and North–East                    | Contre                       |                                                      |
| James Lennon            | Carlow–Kilkenny                             | Contre                       |                                                      |
| Seán MacEntee           | Monaghan                                    | Contre                       | Prend son siège au Dáil le 12 Aaoût 1927             |
| Joseph MacDonagh        | Tipperary Mid, North and South              | Contre                       | Meurt le 25 décembre 1922                            |
| Mary MacSwiney          | Cork Borough                                | Contre                       |                                                      |
| Seán MacSwiney          | Cork Mid, North, South, South–East and West | Contre                       |                                                      |
| Tom Maguire             | Mayo South–Roscommon South                  | Contre                       |                                                      |
| Constance Markievicz    | Dublin South                                | Contre                       |                                                      |
| Liam Mellows            | Galway                                      | Contre                       | Meurt le 8 décembre 1922                             |
| P. J. Moloney           | Tipperary Mid, North and South              | Contre                       |                                                      |
| Seán Moylan             | Cork Mid, North, South, South–East and West | Contre                       |                                                      |
| Seán Nolan              | Cork Mid, North, South, South–East and West | Contre                       |                                                      |
| Patrick O'Byrne         | Tipperary Mid, North and South              | Contre                       |                                                      |
| Daniel O'Callaghan      | Cork Borough                                | Contre                       |                                                      |
| Kathleen O'Callaghan    | Limerick City–Limerick East                 | Contre                       |                                                      |
| Art O'Connor            | Kildare–Wicklow                             | Contre                       |                                                      |
| Joseph O'Doherty        | Donegal                                     | Contre                       |                                                      |
| Thomas O'Donoghue       | Kerry–Limerick West                         | Contre                       |                                                      |
| Samuel O'Flaherty       | Donegal                                     | Contre                       |                                                      |
| Brian O'Higgins         | Clare                                       | Contre                       |                                                      |
| John J. O'Kelly         | Louth–Meath                                 | Contre                       |                                                      |
| Seán T. O'Kelly         | Dublin Mid                                  | Contre                       | Prend son siège au Dáil le 12 août 1927              |
| Seán O'Mahony           | Fermanagh and Tyrone                        | Contre                       |                                                      |
| Cathal Ó Murchadha      | Dublin South                                | Contre                       |                                                      |
| Margaret Pearse         | Dublin County                               | Contre                       |                                                      |
| George Noble Plunkett   | Leitrim–Roscommon North                     | Contre                       |                                                      |
| Séumas Robinson         | Waterford–Tipperary East                    | Contre                       |                                                      |
| Edmund Roche            | Kerry–Limerick West                         | Contre                       |                                                      |
| P. J. Ruttledge         | Mayo North and West                         | Contre                       | Prend son siège au Dáil le 12 août 1927              |
| James Ryan              | Wexford                                     | Contre                       | Prend son siège au Dáil le 12 août 1927              |
| Philip Shanahan         | Dublin Mid                                  | Contre                       |                                                      |
| Austin Stack            | Kerry–Limerick West                         | Contre                       |                                                      |
| William Stockley        | National University of Ireland              | Contre                       |                                                      |
| Domhnall Ua Buachalla   | Kildare–Wicklow                             | Contre                       | Prend son siège au Dáil le 12 août 1927              |

## Conséquences
Pour satisfaire aux exigences de la constitution britannique, le traité doit également être ratifié par la Chambre des communes d'Irlande du Sud. En conséquence, les nationalistes irlandais mettent fin à leur boycott du parlement d'origine pour assister à la Chambre des communes du Sud en tant que députés. C'est ce qu'ils ont fait aux côtés des quatre députés unionistes qui avaient refusé de reconnaître le Dáil. C'est ainsi que le traité est ratifié une deuxième fois à Dublin, cette fois à l'unanimité, les députés opposés au traité ayant refusé d'y assister.
Aux termes du Traité anglo-irlandais, un parlement provisoire, considéré par les nationalistes comme le troisième Dáil, est élu à la suite des élections générales irlandaises du 16 juin 1922. Collins et de Valera concluent un pacte entre les partisans et opposants au traité du Sinn Féin.
La nouvelle assemblée est reconnue par les nationalistes et le gouvernement britannique qui remplace le Parlement d'Irlande du Sud et le deuxième Dáil par un seul organe représentatif en Irlande.

## Sources
- Pierre Joannon, Histoire de l'Irlande et des Irlandais, Paris, Perrin, 2005.
- J.R. Hill, A new history of Ireland : Ireland, 1921-84, Oxford, Oxford University Press, 2003, 1057 p., p. 1-18.